# Yosef Hayim Yerushalmi
Yosef Hayim Yerushalmi (n. 20 mai 1932, New York City, New York, SUA – d. 8 decembrie 2009, New York City, New York, SUA) a fost un istoric evreu american, între anii 1980-2008 profesor în domeniul istoriei, culturii și societății evreiești la Universitatea Columbia din New York.  S-a specializat în istoria evreilor creștinați în Peninsula Iberică și în teritoriile controlate de spanioli și portughezi, precum și în Diaspora evreiască.
Lucrarea sa cea mai remarcabilă a fost Zakhor! (Amintește-ți!- în ebraică), eseu în care autorul examinează raporturile evreilor cu istoria și memoria. 

## Biografie

### Copilărie și tinerețe
Yerushalmi s-a născut în Bronx, New York City în anul 1932 într-o familie de evrei emigrați din Rusia. Mama sa era originară din Pinsk(azi în Belarus) ,iar tatăl său (la origine Ierusalimski), originar din Goloskov, Galiția, a crescut și studiat la Odesa, fiind absolvent al universității locale. După izbucnirea revoluției ruse din 1917 el a emigrat în Palestina (Eretz Israel) împreună cu fratele său și a lucrat într-un kibuț. În 1928 s-a îmbolnăvit de malarie și atunci, la invitația unei rude, a emigrat in Statele Unite unde a fost activist sionist și profesor de ebraică. În casă Yerushalmi vorbea cu mama sa în limba idiș iar cu tatăl său în limba ebraică. La vârsta de 5 ani la grădiniță a început să vorbească și engleza. Paralel cu învățătura religioasă  tradițională -de la 8 ani în cadrul unei ieșive moderne, în care a învățat și Biblia ebraică și Talmudul, dar și istoria și celelalte materii de cultură generală, Yerushalmi a absorbit de la parintii săi un interes crescut pentru cultura și istoria evreilor. După studii la un liceu evreiesc modern a învățat la Universitatea orașului New York, apoi la Seminarul pedagogic al Yeshiva University, universitatea religioasă iudaică ortodoxă din New York, unde în 1953 a terminat examenul de licență în științe iudaice și literatură universală. Unul din mentorii săi acolo a fost Pinchas Horgin care ulterior s-a numarat printre fondatorii Universității Bar Ilan din Israel și primul președinte al acesteia. Yerushalmi s-a gândit să studieze în continuare dreptul, dar până la urmă, deși fusese deja admis la universitățile americane cele mai bune, a preferat să se perfecționeze în științele iudaice. 
A studiat pentru titlul de master la Institutul Teologic Evreiesc (JTS) (Seminarul rabinic din America) , unde a fost elevul rabinilor conservativi Saul Liberman, Hayim Arye Ginzburg și Shalom Spiegel.  
În anul 1957 a fost consacrat oficial ca rabin conservativ și a slujit în această calitate vreme de un an într-o sinagogă din New York. Deoarece s-a simtit atras de studiul istoriei, s-a înscris la Universitatea Columbia, unde în 1966 a terminat doctoratul în istorie sub îndrumarea lui Salo Wittmayer Baron. La Universitatea Columbia a fost și elevul lui Tzvi Ankori , Elias Bickerman și Paul Kristler. În scopul scrierii lucrării de doctorat la începutul anilor 1960 Yerushalmi a vizitat Portugalia, Spania și Italia. Lucrarea , consacrată istoriei evreului portughez creștinat (converso) Isaac Cardoso, a fost distinsă cu premiul Editurii Universității Harvard. Ea a fost revizuită și republicată în 1971 ca prima carte a lui Yerushalmi.

### Continuarea activității academice
Începând din 1966 Yerushalmi a predat la Universitatea Harvard, în calitatea de conferențiar în domeniul limbilor și culturilor din Orientul Apropiat, din 1970 a fost profesor ordinar titular al acestei catedre. Din anul 1970 a devenit profesor la catedra Jacob E. Safra de istorie și  evreiască și civilizație sefardă . Apoi, din anul 1980  a fost profesor la catedra Salo Baron la Universitatea Columbia din New York și director al Institutului de studii iudaice si israeliene. În anul 2008 a ieșit la pensie.
Yerushalmi a murit în anul 2009 la Manhattan, New York, de emfizem pulmonar.

### Viața particulară
În 1959 Yerushalmi s-a căsătorit cu Ofra Pearly, pianistă venită din Israel pentru a studia cu Claudio Arrau.
Cei doi au avut un fiică, Arielle.

## Cărți
- Israel, der unerwartete Staat, Tübingen: Mohr Siebeck, 2006, ISBN: 978-3-16-148860-3 (English translation: Israel, The Unexpected State) - 2005  (Israel - statul neașteptat)
- Zakhor: Jewish History and Jewish Memory -(Amintește-ți:Istoria evreiască și memoria evreiască 1996 (University of Washington Press, Seattle 1982)
- Freud's Moses: Judaism Terminable and Interminable – 1993 (Moise al lui Freud: iudaism terminabil sau interminabil - parafrază la numele lucrării lui Freud „Analiza terminabilă sau interminabilă”)
- Haggadah and History - 1975 (Hagada si istorie)
- From Spanish Court to Italian Ghetto - 1971 (De la curtea spaniolă la ghetoul italian)